# مالينتشية
المالينتشية ((بالإسبانية: malinchismo)‏) أو المالينتشي ((بالإسبانية: malinchista)‏) مصطلح ازدرائي مشتق من اسم الخليلة الهندية لامالينتشي للكونكيستدور إرنان كورتيس، والذي يشير إلى عقدة الشعور بالنقص المكسيكية المتأصلة التي تظهر في تفضيل كل شيء أجنبي.
وتعبر المالينتشية عن ازدراء أولئك الذين تجذبهم القيم الأجنبية، والتي يعتبرونها أعلى وذات جودة أفضل وجديرة بالتقليد. وينطبق المصطلح مالينتشية/مالينتشي في المكسيك وفي دول أخرى على جميع أولئك الذين يشعرون بالانجذاب تجاه الثقافة الأجنبية واحتقار الثقافة الوطنية. وكذلك ينطبق على السياسة في تفسير الخيار الذي يتخذه الأجنبي، كما في السلفادور، حيث تطلق الأحزاب اليسارية السياسية على خصومها وصف «اليمين المالينتشي». وقد عبرت خرافة مالينتشي وقوة الشعور بالازدراء حدود المكسيك، ووصلت المالينتشية إلى مرتبة المصطلح الفني والسياسي، ليشير إلى كل شيء يعني اختيار الأجنبي.